# Parafia Matki Bożej Nieustającej Pomocy w Astanie
Parafia Matki Bożej Nieustającej Pomocy w Astanie – parafia rzymskokatolicka, znajdująca się w dekanacie astańskim w archidiecezji Astany. W parafii posługują księża archidiecezjalni. Według stanu na kwiecień 2024 proboszczem był ks. Jarosław Traczyk.